# グルーサラッグ
グルーサラッグ (Groosalugg) は、アメリカ合衆国のテレビシリーズ『エンジェル』とコミック『After the Fall』に登場する架空の人物。演じた俳優はマーク・ルッツ。

## 特徴
悪魔と人間のハーフ。外見は人間と変わりないが、歯は鋭い。地獄では黒いペガサスに乗る。

## エピソード

### テレビシリーズ
第2シーズンで登場。地獄では怪物として蔑まれ、パイリアに現れたコーディリアに恋をする。
第3シーズンではコーディリアとともにエンジェル探偵事務所で働くが、コーディリアが本当に恋しているのはエンジェルであることに気づき、彼女の元を去る。

### After the Fall
地獄でエンジェルと再会、ビッグワンズと対立したエンジェル達を助ける。その後起きたタイムスリップで地上に出現した。